# Список риб Таджикистану

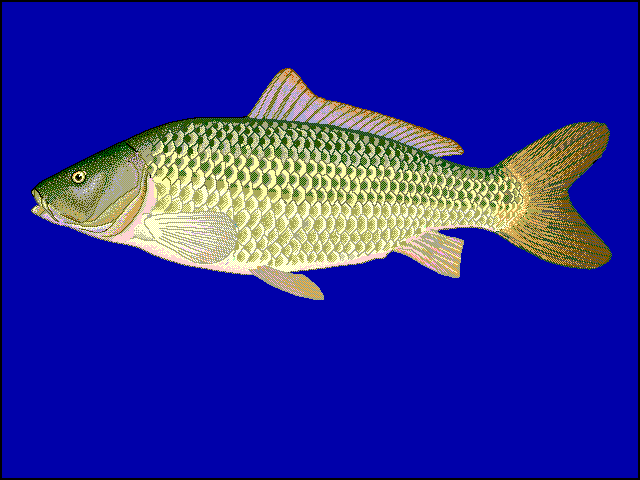
Cyprinus carpio carpio

Список риб Таджикистану неповний і складається із 3 видів риб, що мешкають у територіальних водах Таджикистану.

## C
- Cyprinus carpio carpio

## N
- Nemacheilus pardalis

## S
- Schizothorax pelzami[1]